# David I. (Georgien)
David I. (georgisch დავით I; † 881), auch Dawit I., war von 876 bis 881 Herrscher von Tao-Klardschetien. Er gehörte der Dynastie der Bagratiden an und trug den Titel Kuropalates.
David, Sohn von Bagrat I., betrieb eine Armenien-freundliche Politik. Er wurde 881 von seinem Cousin Nasra ermordet, der dabei von Byzanz und Egrisi-Abchasien unterstützt wurde, da beide den Einfluss Armeniens fürchteten. Daraufhin entbrannte ein Bürgerkrieg. Sein Sohn Adarnase IV. wurde erst 888 Herrscher Tao-Klardschetiens und König Georgiens. In der Zwischenzeit trug Gurgen I. von Tao als Letzter den byzantinischen Titel des Kuropalaten.